# Wengen
Wengen – miejscowość w Szwajcarii w Alpach Berneńskich, leży na wysokości 1274 m n.p.m. i jest zamieszkana przez 1116 mieszkańców (31 grudnia 2023), w sezonie zimowym zamieszkuje tu ponad 10 000 osób. Jest największym skupiskiem ludności w dolinie Lauterbrunnental. Jest jedną z dziewięciu miejscowości w Szwajcarii, w których zabroniony jest ruch pojazdów mechanicznych z silnikiem spalinowym.

## Historia
Pierwsze ślady człowieka w Wengen zanotowano w dokumentach w 1268 roku, natomiast nie wiadomo, skąd się wzięła nazwa Wengen.
Pierwotnie miejscowość ta słynęła z rolnictwa, jednak dopiero od początku XIX wieku zaczęła przyciągać turystów i narciarzy. Jednym z pierwszych gości, jacy odwiedzili Wengen, był Felix Mendelssohn. W 1817 roku Mary i Percy Shelleyowie opublikowali powieść historyczną pod tytułem Historia sześciu tygodni a Lorda Bryon ułożył wiersz dramatyczny Manfred. Oba te utwory opisały miejscowy krajobraz i rozpropagowały Wengen. Dzięki nim zapoczątkowany został ruch turystyczny.
W 1859 roku został otwarty pierwszy prymitywny hotel o nazwie Launerhaus, zdolny pomieścić 30 osób. A w 1880 roku został otwarty pierwszy pensjonat w Wengen, który mógł pomieścić 100 osób. W znacznie szybszym tempie turystyka zaczęła się rozwijać w Wengen po 1890 roku, kiedy to została wybudowana trasa narciarska Wengernalpbahn. Wraz z przyrostem turystów w niedługim czasie w wiosce powstało mnóstwo hoteli, apartamentów dla turystów i narciarzy oraz domków letniskowych, które można było wynajmować w sezonie letnim.
Na początku XIX wieku w miejscowych klubach narciarskich panowali głównie turyści z Anglii. W 1903 w Wengen został zbudowany kościół anglikański, a dwa lata później arystokrata Henry Lunn utworzył publiczną szkołę sportu alpinistycznego dla jego członków z klubu narciarskiego. Przewodniczący Brytyjskiego metodyzmu Henry Lunn po raz pierwszy odwiedził Wengen po zorganizowaniu spotkania wiernych kościoła protestanckiego w pobliżu Grindelwaldu, gdzie odkrył wspaniałe tereny dla sportów zimowych. Powrócił tam w 1896 roku wraz ze swoim synem Arnoldem, by ten nauczył się jeździć na nartach, i dzięki temu wyjazdowi opanował jazdę na nartach w bardzo szybkim tempie. W 1911 roku został w Wengen utworzony klub curlingowy.
Pierwsze zawody narciarskie odbyły się na początku 1920 roku. W 1921 odbyło się w Wengen pierwsze wielkie wydarzenie narciarskie - był to puchar Wielkiej Brytanii w narciarstwie alpejskim, a rok później zostały rozegrane zawody narciarskie między dwoma uczelniami Oksfordu i Cambridge. To wydarzenie obejmowało konkurencje zjazdu. Wengen pierwsze na świecie uruchomiło wyciąg narciarski, co było wielkim udogodnieniem dla narciarzy, z tego też względu turystów przybywało z roku na rok. Arnold Lunn uwielbiał zjeżdżać ze zbocza gór na tak zwaną "krechę", dzięki Arnoldowi powstała konkurencja zjazdu. Również w tym okresie Lunn wymyślił i wprowadził w Wengen pierwszy wyścig slalomu, w którym narciarze pokonywali trasę, omijając drzewa napotkane na stoku. Później drzewa zostały zastąpione tyczkami, które zostały wykonane z konarów drzew. Wydarzenie to zapoczątkowało włączenia tej konkurencji do zawodów pucharu świata.

## Polityka
Wraz z miejscowościami Mürren, Isenfluh, Gimmelwald, Stechelberg i Lauterbrunnen, Wengen tworzy jedną gminę Lauterbrunnen.

## Transport

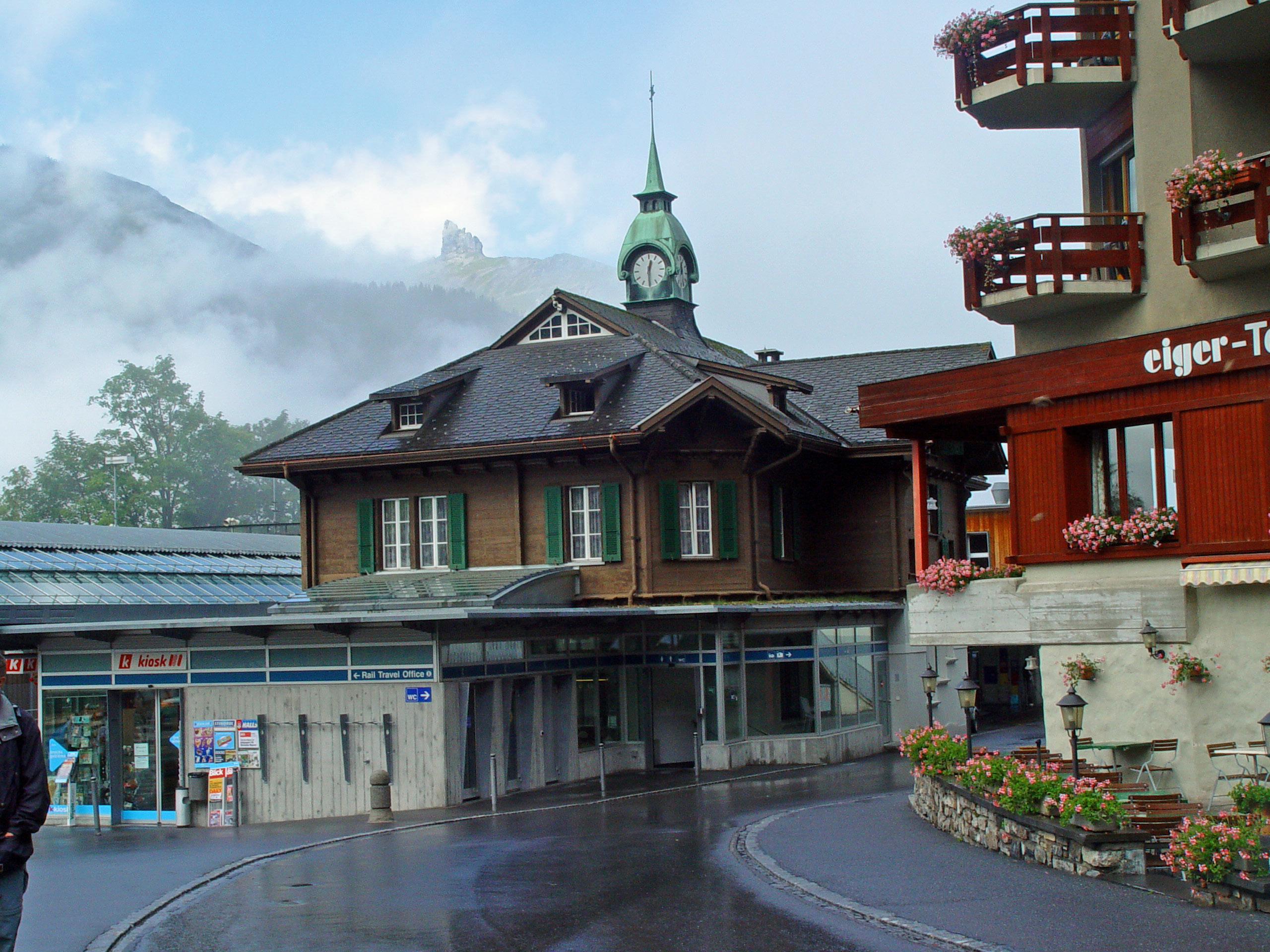
Dworzec w Wengen

Wengen jest jedną z niewielu wiosek w Europie, gdzie miejscowa ludność nie przemieszcza się samochodami, ale za to istnieje elektryczna kolejka wąskotorowa. W samych Alpach istnieją jeszcze dwie miejscowości, gdzie samochody nie są w ogóle używane. Są to: Zermatt i Avoriaz, choć z przyczyn ekologicznych inne miejscowości rozważają taką możliwość.
Wengen jest obsługiwane przez kolejowy system WAB (Wengernalpbahn). Kolejka ta przebiega przez Grindelwald, przełęcz Kleine Scheidegg, Wengen i dalej do Lauterbrunnen. Na przełęczy Kleine Scheidegg pasażerowie muszą się przesiąść. Wieś jest także połączona z dolinami różnego kolejkami linowymi i gondolowymi. Kolejka z Lauterbrunnen do dworca kolejowego w Wengen kursuje codziennie od wczesnego rana do późnej nocy, wykonując około 40 kursów. Może pociągnąć maksymalnie 4 wagony. W razie potrzeby i dużego zainteresowania podpina się drugą lokomotywę.
W górę podróż trwa ok. 14 minut, zaś zjazd kolejki w dół trwa 17 minut. Obecnie wszystkie pociągi kursują na mniej stromej, ale nieco dłuższej trasie, która wiedzie przez Wengwald.

## Sport i rekreacja

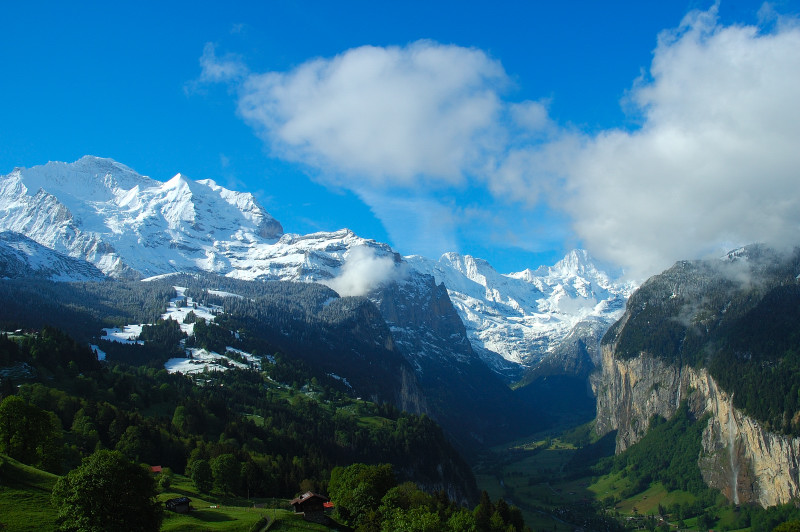
Widok na Jungfrau i Lauterbrunnental z Wengen

Wengen słynie na całym świecie z trasy do narciarstwa alpejskiego Lauberhorn oraz z maratonu górskiego Jungfrau Marathon.
Od 1930 roku na trasie Lauberhorn odbywa się cykl pucharu świata w narciarstwie alpejskim mężczyzn. Zazwyczaj rozgrywane są trzy konkurencje: zjazd, slalom i superkombinacja. Oprócz tego, że uważa się ją za jedną z najtrudniejszych technicznie tras zjazdowych, jest ona najdłuższa w całym kalendarzu FIS i zapiera wdech w piersiach z powodu cudnych widoków. Średnio zawodnik trasę Lauberhorn, która mierzy 4455 metrów, pokonuje w około dwie i pół minuty. Zawodnicy na odcinku Haneggschuss osiągają ogromne prędkości dochodzące do 160km/h. Rekord prędkości na trasie Lauberhorn uzyskał w 2005 roku Włoch Stefan Thanei - prędkość ta wyniosła 158km/h.
- W Wengen jest także Downhill Only Club, jeden z najstarszych klubów narciarstwa alpejskiego Wielkiej Brytanii. Został założony w 1925 roku.
- Istnieje wiele atrakcji turystycznych, które są udostępnione zwiedzającym, a nie tylko dla narciarzy.
- W okresie zimowym, zwłaszcza w okolicach świąt, jest otwarta niezliczona liczba sklepów z prezentami świątecznymi, elektroniką i pamiątkami.
- Dla osób, które do Wengen przyjechały niekoniecznie na narty, jest otwarta szkoła łyżwiarstwa figurowego, dzięki temu można nauczyć się jazdy na łyżwach na dwóch lodowiskach w centrum Wengen.
- Ponadto turyści mogą oglądać curling, gdzie zawodnicy prowadzą treningi lub rozgrywają mecze.
- Poza tym wszystkim istnieją liczne trasy spacerowe w pięknej scenerii z wodospadami wokoło.

## Ludzie związani z Wengen
- Hedy Schlunegger – złota medalistka olimpijska w zjeździe z igrzysk w Sankt Moritz (1948 r.)
- Karl Molitor – wicemistrz olimpijski w kombinacji z igrzysk w Sankt Moritz (1948 r.)
- Heinz von Allmen – wicemistrz świata w kombinacji z mistrzostw świata w Innsbrucku (1936 r.)

## Galeria

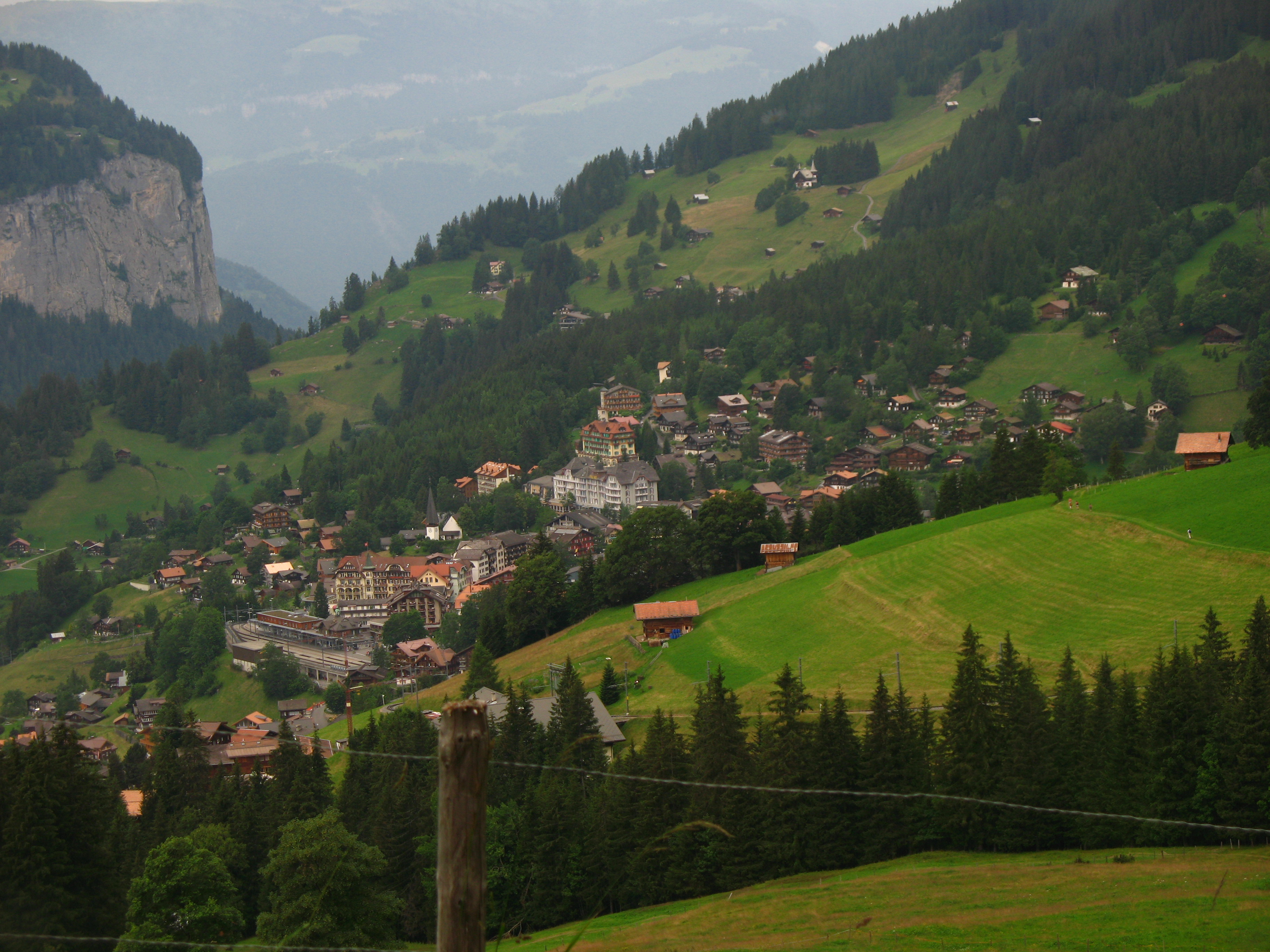
Widok na Wengen z Wengernalpbahn
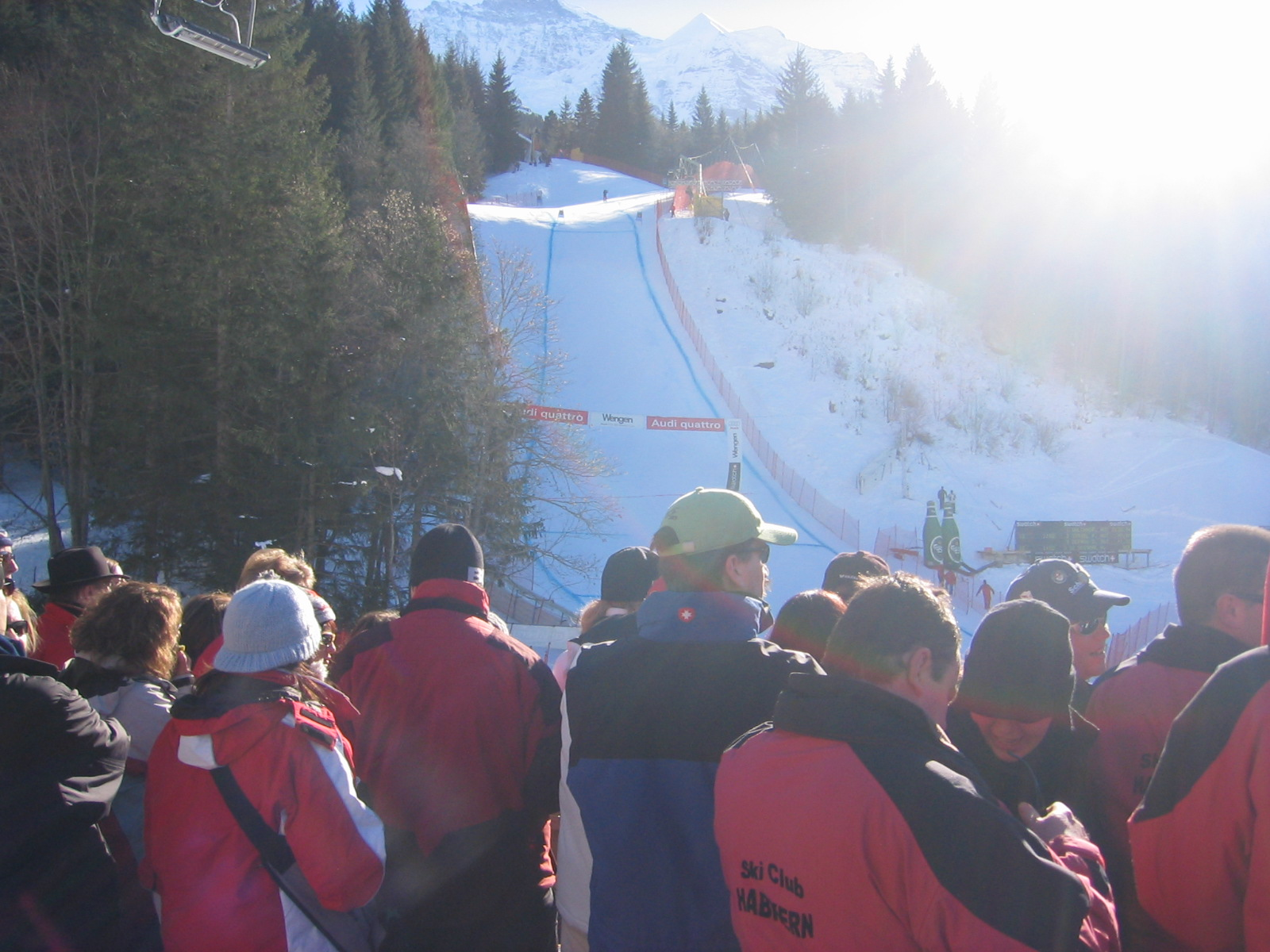
Meta pucharu świata w Wengen
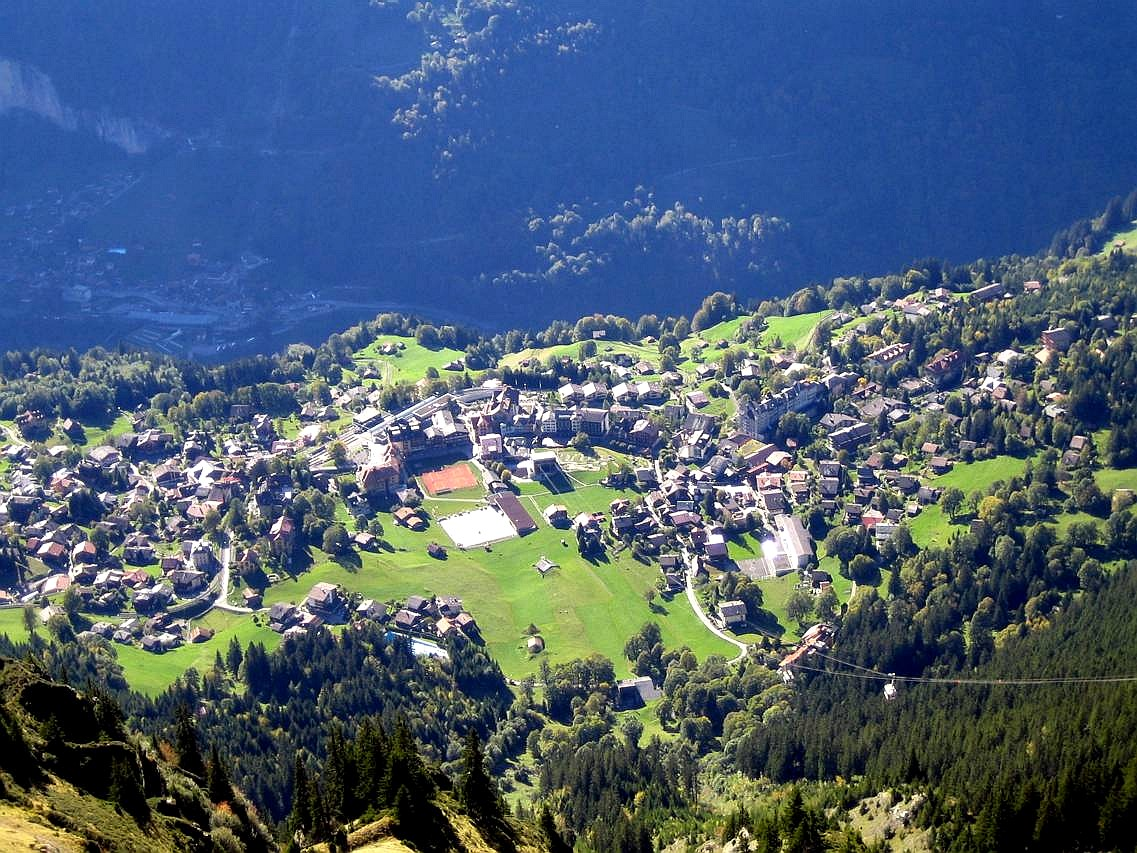
Widok na Wengen z Männlichen